# Tobias Lindner
Tobias Lindner (Deggendorf, Beierse Woud, 1975) is een Duits organist.

## Levensloop
Hij leerde aanvankelijk het orgel bespelen onder de leiding van Wolfgang Riegraf en Roland Götz. Hij studeerde verder in Freiburg im Breisgau  bij Karl Friedrich Wagner en Klemens Schnorr. Na zijn eindexamens aldaar behaalde hij ook nog het diploma "Alte Musik" aan de Schola Cantorum in Bazel. Hij studeerde orgel en klavecimbel bij Andrea Marcon en bassocontinuo bij Gottfried Bach.
Hij nam aan meer dan dertig cursussen deel bij alle grote namen uit de orgelpraktijk teneinde met zo veel mogelijk verschillende facetten van het orgelspel vertrouwd te geraken.
Hij behaalde prijzen in verschillende internationale orgelwedstrijden, zoals in Innsbruck (Derde prijs in 2004), Neurenberg en Landau. In Brugge behaalde hij in 2000 de Eerste prijs in de internationale orgelwedstrijd, in het kader van het  Festival Musica Antiqua.
Hij was gedurende een aantal jaren verbonden als organist en klavecinist aan het Venice Baroque Orchestra onder de leiding van Andrea Marcon.
Lindner is beroepshalve verbonden aan de Heilige-Franciscuskerk in Riehen als organist en koordirigent. Hij doceert ook klavecimbel en bassocontinuo aan de Schola Cantorum Basiliensis. Hij geeft ook lessen aan de Muziekhogeschool van Hannover. Daarnaast concerteert hij regelmatig, zowel op orgel als op klavecimbel. In 2008 nam hij een plaat op met muziek van Georg Muffat die hij speelde op orgel en op klavecimbel.
- Gemeinsame Normdatei: 1156752116
- Virtual International Authority File: 9229152502909510800003
- WorldCat: E39PBJwX83PjHFGpd4pbmDpwYP